# Gates Ocidentais
Os Gates Ocidentais são uma cordilheira no oeste da península Indiana. Estendem-se ao longo dos limites ocidentais do planalto do Decão e o separam de uma planície costeira estreita que é banhada pelo mar Arábico. A cordilheira, cujo extremo norte localiza-se ao sul do rio Tapti, próximo da divisa entre o Guzerate e Maarastra, estende-se por cerca de 1 600 km e percorre os estados de Maarastra, Goa, Carnataca, Tâmil Nadu e Querala, até atingir o cabo Comorim, extremo meridional da península. A altitude média é de cerca de 900 m.
Sua composição inclui basalto, laterita e calcário. A cordilheira data da Era Cenozoica. Seu ponto culminante é o Anamudi, no estado de Querala, com 2695 m.

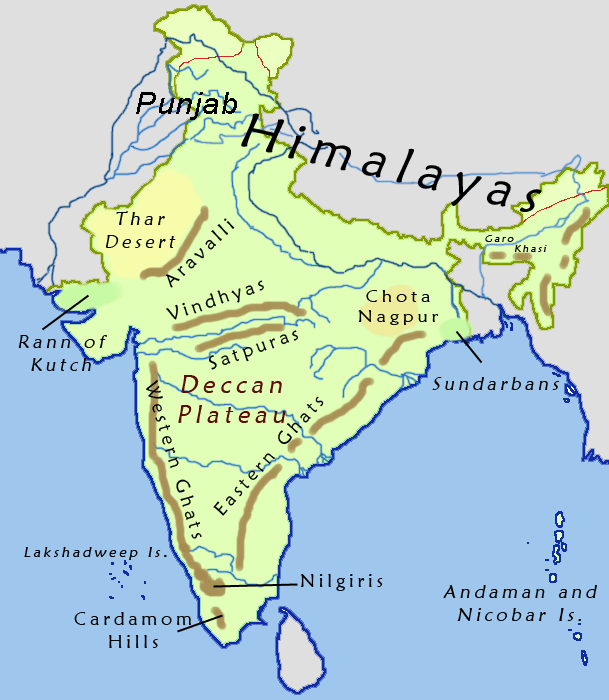
Localização das principais cordilheiras da Índia

## UNESCO
A UNESCO inscreveu as Gates Ocidentais como Patrimônio Mundial por "serem mais velhas do que o Himalaia e representarem espécies geomórficas de importância imensa com processos biofísicos e ecológicos únicos"